# 2006 QH181
2006 QH181 – planetoida z dysku rozproszonego lub obiekt odłączony.

## Odkrycie i nazwa
Planetoida 2006 QH181 została odkryta 21 sierpnia 2006. Nie ma ona nazwy własnej ani stałego numeru, a jedynie oznaczenie prowizoryczne.

## Orbita
Orbita 2006 QH181 nachylona jest pod kątem ok. 19˚ do ekliptyki, a jej mimośród wynosi ok. 0,437. Ciało to krąży w średniej odległości ok. 67 j.a. wokół Słońca; na jeden obieg potrzebuje ok. 552 lat ziemskich. Peryhelium tego obiektu znajduje się w odległości ok. 38 j.a., aphelium zaś ok. 97 j.a. od Słońca.

## Właściwości fizyczne
Średnicę 2006 QH181 szacuje się na ok. 607 km. Absolutna wielkość gwiazdowa tej planetoidy wynosi ok. 4,3m, albedo to wartość ok. 0,09. Jest to bardzo zimne ciało niebieskie.